# 阿克賽 (西哈薩克斯坦州)

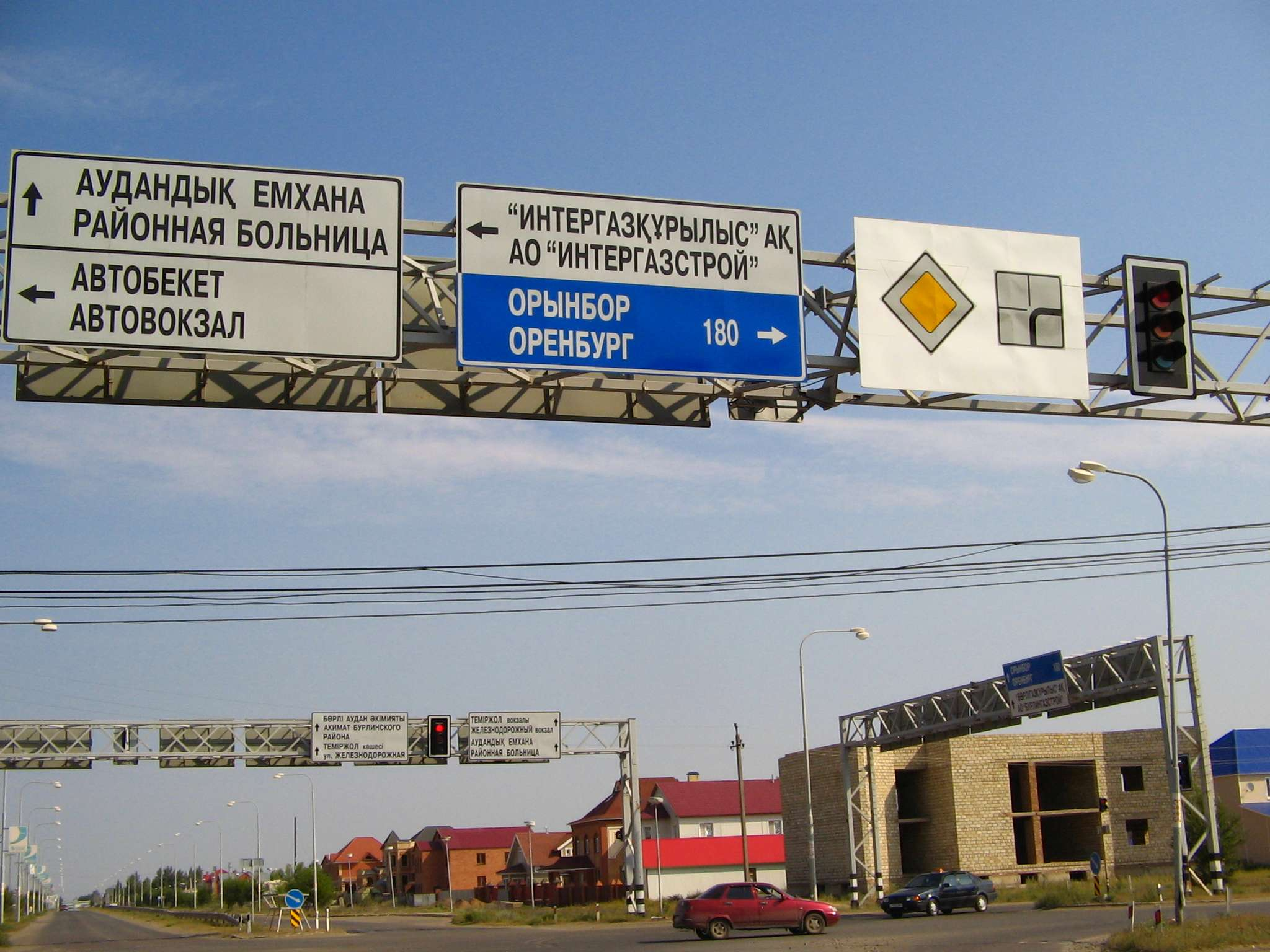

阿克賽是哈薩克的城鎮，由西哈薩克斯坦州負責管轄，位於該國西北部，距離首府烏拉爾110公里，毗鄰與俄羅斯奧倫堡州接壤的邊境，始建於1936年，2009年人口32,873。